# Liste der Monuments historiques in Rennes
Die Liste der Monuments historiques in Rennes führt die Monuments historiques in der französischen Stadt Rennes auf.

## Liste der Bauwerke
| Bezeichnung                            | Beschreibung | Standort                                                          | Kennzeichnung | Schutzstatus | Datum | Bild |
| -------------------------------------- | ------------ | ----------------------------------------------------------------- | ------------- | ------------ | ----- | ---- |
| Tour Duchesne                          |              | 10, rue Nantaise (Lage)                                           | PA00090755    | Inscrit      | 1944  |      |
| Porte mordelaise                       |              | 3, 8 rue des Portes-Mordelaises (Lage)                            | PA00090753    | Inscrit      | 1926  |      |
| Palais Saint-Georges                   |              | 2, rue Gambetta (Lage)                                            | PA00090671    | Inscrit      | 1930  |      |
| Palais Saint-Melaine                   |              | Place Saint-Melaine (Lage)                                        | PA00090672    | Classé       | 1959  |      |
| Basilika St-Sauveur                    |              | Rue Saint-Sauveur (Lage)                                          | PA00090673    | Inscrit      | 1942  |      |
| Kaserne Bon Pasteur                    |              | 5, rue Martenot (Lage)                                            | PA00090674    | Inscrit      | 1971  |      |
| Kathedrale St-Pierre                   |              | Rue de la Monnaie (Lage)                                          | PA00090675    | Classé       | 1906  |      |
| Ehemalige Kapelle St-Yves              |              | 11, rue Saint-Yves rue Le Bouteiller (Lage)                       | PA00090676    | Classé       | 1945  |      |
| Couvent des Jacobins                   |              | 4, rue d’Échange (Lage)                                           | PA00090677    | Classé       | 1991  |      |
| Couvent des Calvairiennes de Saint-Cyr |              | 53, rue Papu (Lage)                                               | PA00090678    | Inscrit      | 1986  |      |
| Kirche Notre-Dame-en-Saint-Melaine     |              | Place Saint-Melaine (Lage)                                        | PA00090679    | Inscrit      | 1926  |      |
| Theater, ehemalige Kirche St-Étienne   |              | 14, rue de Dinan rue d’Échange (Lage)                             | PA00090680    | Inscrit      | 1926  |      |
| Kirche St-Étienne                      |              | 8, carrefour Jouaust (Lage)                                       | PA00090681    | Inscrit      | 1978  |      |
| Kirche St-Germain                      |              | Rue du Vau-Saint-Germain (Lage)                                   | PA00090682    | Classé       | 1914  |      |
| Kirche Ste-Thérèse                     |              | Place Hyacinthe-Perrin (Lage)                                     | PA35000071    | Inscrit      | 2015  |      |
| Allerheiligen-Kirche                   |              | Rue Capitaine Alfred Dreyfus (Lage)                               | PA00090683    | Classé       | 1922  |      |
| Halles Martenot                        |              | Place des Lices (Lage)                                            | PA00090684    | Classé       | 1990  |      |
| Hospiz Saint-Mélaine                   |              | 2, place Saint-Melaine (Lage)                                     | PA00090685    | Classé       | 1908  |      |
| Hôtel de Blossac                       |              | 6, rue du Chapitre (Lage)                                         | PA00090686    | Classé       | 1947  |      |
| Hôtel de Châteaugiron                  |              | 10/12, rue de Corbin (Lage)                                       | PA00090687    | Inscrit      | 1967  |      |
| Hôtel du Bouexic de Pinieuc            |              | 22, rue de la Monnaie (Lage)                                      | PA00090688    | Inscrit      | 1942  |      |
| Hôtel de Bretagne                      |              | 9, place Sainte-Anne (Lage)                                       | PA00090689    | Inscrit      | 1962  |      |
| Hôtel de Cintré                        |              | 2, rue Saint-Guillaume (Lage)                                     | PA00090691    | Inscrit      | 1942  |      |
| Hôtel de Courcy                        |              | 9, rue Martenot (Lage)                                            | PA00090692    | Inscrit      | 1973  |      |
| Hôtel de Cuillé                        |              | 2, contour de la Motte (Lage)                                     | PA00090693    | Inscrit      | 1973  |      |
| Hôtel de Ferron                        |              | 34, rue Saint-Georges rue du docteur Regnault (Lage)              | PA00090694    | Inscrit      | 1967  |      |
| Hôtel Bonin de la Villebouquais        |              | 8, rue du Docteur-Regnault 9, rue Gambetta (Lage)                 | PA00090695    | Inscrit      | 1966  |      |
| Hôtel Lagonidec oder Maison du Coin    |              | 1, rue de la Psalette (Lage)                                      | PA00090696    | Inscrit      | 1926  |      |
| Hôtel de la Louvre                     |              | 26, place des Lices 21, rue Saint-Louis (Lage)                    | PA00090697    | Classé       | 1962  |      |
| Hôtel du Molant                        |              | 34, place des Lices 6, rue de Juillet (Lage)                      | PA00090698    | Inscrit      | 1963  |      |
| Hôtel de la Moussaye                   |              | 3, rue Saint-Georges (Lage)                                       | PA00090699    | Inscrit      | 1933  |      |
| Palais du Parlement de Bretagne        |              | Place du Parlement-de-Bretagne (Lage)                             | PA00090751    | Classé       | 1883  |      |
| Place du Parlement-de-Bretagne         |              | (Lage)                                                            | PA00090752    | Classé       | 1942  |      |
| Hôtel Montbourcher                     |              | 30, place des Lices 25, rue Saint Louis (Lage)                    | PA00090701    | Classé       | 1964  |      |
| Hôtel de Robien                        |              | 17, rue Le Bastard 22, rue du Champ-Jacquet (Lage)                | PA00090702    | Classé       | 1965  |      |
| Mairie                                 |              | Place de la Mairie rue de l’Horloge (Lage)                        | PA00090703    | Inscrit      | 1940  |      |
| Gebäude                                |              | 7, avenue Janvier (Lage)                                          | PA35000061    | Inscrit      | 2014  |      |
| Gebäude                                |              | 1, rue de Corbin (Lage)                                           | PA00090705    | Inscrit      | 1967  |      |
| Gebäude                                |              | 3, rue de Corbin (Lage)                                           | PA00090706    | Inscrit      | 1967  |      |
| Gebäude                                |              | 2, rue Hoche 1, rue Victor-Hugo (Lage)                            | PA00090707    | Classé       | 1942  |      |
| Hôtel de Mucé                          |              | 2, rue Saint-Georges 4, place du Parlement-de-Bretagne (Lage)     | PA00090723    | Classé       | 1959  |      |
| Hôtel de Mucé                          |              | 4, place du Parlement-de-Bretagne 2, rue Saint-Georges (Lage)     | PA00090700    | Classé       | 1959  |      |
| Gebäude                                |              | 1, place du Parlement-de-Bretagne (Lage)                          | PA00090708    | Classé       | 1959  |      |
| Gebäude                                |              | 2, place du Parlement-de-Bretagne rue Édith-Cavell (Lage)         | PA00090709    | Classé       | 1959  |      |
| Gebäude                                |              | 3, place du Parlement-de-Bretagne (Lage)                          | PA00090710    | Classé       | 1959  |      |
| Gebäude                                |              | 5, place du Parlement-de-Bretagne 1, rue Saint-Georges (Lage)     | PA00090711    | Classé       | 1959  |      |
| Gebäude                                |              | 6, place du Parlement-de-Bretagne (Lage)                          | PA00090712    | Classé       | 1959  |      |
| Gebäude                                |              | 7, place du Parlement-de-Bretagne (Lage)                          | PA00090713    | Classé       | 1959  |      |
| Gebäude                                |              | 8, place du Parlement-de-Bretagne 2, rue Victor-Hugo (Lage)       | PA00090714    | Classé       | 1959  |      |
| Gebäude                                |              | 9, place du Parlement-de-Bretagne 10, rue Nationale (Lage)        | PA00090715    | Classé       | 1959  |      |
| Gebäude                                |              | 10, place du Parlement-de-Bretagne (Lage)                         | PA00090716    | Classé       | 1959  |      |
| Gebäude                                |              | 11, place du Parlement-de-Bretagne (Lage)                         | PA00090717    | Classé       | 1959  |      |
| Gebäude                                |              | 12, place du Parlement-de-Bretagne 3, rue de Brilhac (Lage)       | PA00090718    | Classé       | 1959  |      |
| Gebäude                                |              | 8, rue Édith Cavell (Lage)                                        | PA00090719    | Classé       | 1959  |      |
| Gebäude                                |              | 1, rue Salomon-de-Brosse 9, rue Nationale (Lage)                  | PA00090732    | Classé       | 1942  |      |
| Gebäude                                |              | 4-6, rue de la Psalette (Lage)                                    | PA00090720    | Inscrit      | 1942  |      |
| Gebäude                                |              | 10-12, rue de la Psalette (Lage)                                  | PA00090721    | Inscrit      | 1942  |      |
| Maison de la Prévôté                   |              | 14, rue de la Psalette (Lage)                                     | PA00090722    | Inscrit      | 1942  |      |
| Buchhandlung Le Failler                |              | 8, rue Saint-Georges (Lage)                                       | PA00090726    | Inscrit      | 1967  |      |
| Buchhandlung Le Failler                |              | 10, rue Saint-Georges (Lage)                                      | PA00090727    | Inscrit      | 1967  |      |
| Buchhandlung Le Failler                |              | 12, rue Saint-Georges (Lage)                                      | PA00090728    | Inscrit      | 1967  |      |
| Buchhandlung Le Failler                |              | 14, rue Saint-Georges 3, rue de Derval (Lage)                     | PA00090730    | Inscrit      | 1967  |      |
| Petit hôtel de Chalain                 |              | 13, rue Saint-Georges (Lage)                                      | PA00090729    | Inscrit      | 1967  |      |
| Grand hôtel de Chalain                 |              | 15, rue Saint-Georges (Lage)                                      | PA00090690    | Inscrit      | 1967  |      |
| Gebäude                                |              | 23, rue Saint-Georges (Lage)                                      | PA00090731    | Inscrit      | 1967  |      |
| Gebäude                                |              | 26, rue Saint-Georges (Lage)                                      | PA00090724    | Inscrit      | 1967  |      |
| Gebäude                                |              | 28-30, rue Saint-Georges (Lage)                                   | PA35000063    | Inscrit      | 2014  |      |
| Gebäude                                |              | 32, rue Saint-Georges (Lage)                                      | PA00090725    | Inscrit      | 1967  |      |
| Haus                                   |              | 54, mail François Mitterrand (Lage)                               |               | Inscrit      | 2018  |      |
| Haus                                   |              | 21, allée Coysevox (Lage)                                         |               | Inscrit      | 2018  |      |
| Haus                                   |              | 22, rue du Chapitre rue de la Psalette (Lage)                     | PA00090733    | Inscrit      | 1942  |      |
| Haus                                   |              | 1, rue Derval (Lage)                                              | PA00090734    | Inscrit      | 1965  |      |
| Maison des Filles de la Charité        |              | 1, rue du Griffon rue Georges-Dottin (Lage)                       | PA00090735    | Inscrit      | 1965  |      |
| Maison de la Chouette                  |              | 7, rue du Griffon 12, rue des Dames (Lage)                        | PA00090736    | Inscrit      | 1946  |      |
| Haus                                   |              | 22, place des Lices (Lage)                                        | PA00090737    | Inscrit      | 1962  |      |
| Hôtel Racapé de La Feuillée            |              | 28, place des Lices (Lage)                                        | PA00090738    | Classé       | 1962  |      |
| Haus                                   |              | 10, place Sainte-Anne (Lage)                                      | PA00090739    | Inscrit      | 1962  |      |
| Haus                                   |              | 17, place Sainte-Anne (Lage)                                      | PA00090740    | Inscrit      | 1962  |      |
| Haus                                   |              | 18, place Sainte-Anne (Lage)                                      | PA00090741    | Inscrit      | 1962  |      |
| Haus                                   |              | 19, place Sainte-Anne (Lage)                                      | PA00090742    | Inscrit      | 1962  |      |
| An Ti Kozh oder Maison du Guesclin     |              | 3, rue Saint-Guillaume (Lage)                                     | PA00090743    | Classé       | 1923  |      |
| Maison des Chevaliers du Saint-Esprit  |              | 5, rue Saint-Sauveur rue de la Psalette (Lage)                    | PA00090744    | Inscrit      | 1942  |      |
| Maison Saint-Pierre                    |              | 8, rue de la Psalette (Lage)                                      | PA00090750    | Inscrit      | 1942  |      |
| Haus                                   |              | 6, rue Saint-Sauveur (Lage)                                       | PA00090745    | Inscrit      | 1942  |      |
| Haus                                   |              | 8, rue Saint-Sauveur (Lage)                                       | PA00090746    | Inscrit      | 1942  |      |
| Haus                                   |              | 5, rue Vasselot (Lage)                                            | PA00090747    | Inscrit      | 1963  |      |
| Grande-Maison des Carmes               |              | 34, rue Vasselot (Lage)                                           | PA00090748    | Inscrit      | 1930  |      |
| Haus                                   |              | 6, rue Saint-Yves (Lage)                                          | PA00090749    | Inscrit      | 1933  |      |
| Oper                                   |              | 5, place de la Mairie rue de Coëtquen rue de Brilhac (Lage)       | PA00090754    | Classé       | 1961  |      |
| Hôtel de Marbeuf                       |              | 1, rue du Général-Maurice-Guillaudot (Lage)                       | PA35000035    | Inscrit      | 2009  |      |
| Jeu de paume                           |              | 12, rue Saint-Louis (Lage)                                        | PA35000045    | Inscrit      | 2012  |      |
| École nationale supérieure agronomique |              | 65, rue de Saint-Brieuc (Lage)                                    | PA35000048    | Inscrit      | 2013  |      |
| Ehemaliges Gefängnis Saint-Michel      |              | 4, 5, 7, allée Rallier-du-Baty (Lage)                             | PA35000062    | Inscrit      | 2014  |      |
| Schwimmbad Saint-Georges               |              | 2, rue Gambetta (Lage)                                            | PA35000077    | Classé       | 2016  |      |
| Stadtbefestigung                       |              | zwischen der Place du Maréchal Foch und der Rue de Juillet (Lage) |               | Inscrit      | 2018  |      |

## Liste der Objekte
- Monuments historiques (Objekte) in Rennes in der Base Palissy des französischen Kultusministeriums